# Nîmes
Nîmes (antična rimska Colonia Nemausus, oksitansko Nimes, latinsko Nemausus) je prefektura departmaja Gard v regiji Oksitanija v južni Franciji. Mesto je imelo leta 2019 imelo 148.561 prebivalcev.
Nîmes, ki ga imenujejo najbolj rimsko mesto zunaj Italije, ima bogato zgodovino, ki sega v čas Rimskega cesarstva, ko je imelo mesto 50.000–60.000 prebivalcev in je bilo regionalna prestolnica. V Nîmesu je več znanih spomenikov, kot sta Amfiteater v Nîmesu in Maison Carrée. Zaradi tega se Nîmes pogosto imenuje francoski Rim.

## Izvor
Nîmes je tam, kjer aluvialna ravnina reke Vistrenque meji na hribe Mont Duplan na severovzhodu, Montaury na jugozahodu in na zahodu Mt. Cavalier in grič Canteduc.
Njegovo ime se pojavi na napisih v galščini kot dede matrebo Namausikabo (»dal je materam Nîmesa«) in toutios Namausatis (»državljan Nîmesa«).
Nemausus je bil bog lokalnega plemena Volcae Arecomici.

## Zgodovina
=== 4000–121 pr. n. št
Neolitsko najdišče Serre Paradis razkriva prisotnost polnomadskih obdelovalcev v obdobju 4000 do 3500 pr. n. št. na mestu današnjega Nîmesa.
Menhir iz Courbessaca (ali La Poudrière) stoji na polju blizu letališča. Ta več kot dva metra visok apnenčast monolit izvira iz približno 2500 pr. n. št. in velja za najstarejši spomenik Nîmesa.
Bronasta doba je pustila sledove vasi, ki so bile sestavljene iz koč in pritiklin. Prebivalstvo mesta se je med bronasto dobo povečalo.
Hrib Mt. Cavalier je bil kraj zgodnjega oppiduma, ki je zametek mesta. V 3. in 2. stoletju pred našim štetjem je bilo zgrajeno obzidje s suhozidnim stolpom na vrhu, ki je bil kasneje vključen v Tour Magne. Ljudstvo Volcae Arecomici se je naselilo okoli izvira ob vznožju gore Cavalier in tam zgradilo svetišče Nemausus.
Grežanski bojevnik velja za najstarejšo avtohtono skulpturo v južni Galiji.
Leta 123 pr. n. št. se je na tem območju proti galskim plemenom boril rimski general Kvint Fabij Maksim in premagal Alobroge in Arverne, medtem ko se Volki niso uprli. Rimska provinca Narbonska Galija je bila ustanovljena leta 121 pr. n. št. in od leta 118 pr. n. št. je bila zgrajena Via Domitia skozi poznejše mesto.

## Rimsko obdobje
- Amfiteater je danes v uporabi za koncerte in bikoborbe
- Notranjost amfiteatra
- Dianin tempelj
- Maison Carrée, rimski tempelj
- Temelji rimskega zidu
- Porta Avgusta

Mesto je nastalo na pomembni Via Domitia, ki je povezovala Italijo s Hispanijo.
Nîmes je postal rimska kolonija kot Colonia Nemausus nekje pred letom 28 pr. n. št., o čemer pričajo najzgodnejši kovanci, ki nosijo kratico NEM. COL, Colony of Nemausus. Veterani legij Julija Cezarja v njegovih pohodih na Nil so dobili parcele za obdelovanje na nižini Nîmes.
Avgust je začel velik gradbeni program v mestu, tako kot drugod po cesarstvu. Mestu je dal tudi obroč obzidja, dolg 6 km, okrepljen s 14 stolpi; danes so ostala dvoja vrata: Porta Augusta in Porte de France.
Maison Carrée iz poznega 1. st. pr. n. št. je eden najbolje ohranjenih templjev v nekdanjem Rimskem cesarstvu in zdi se, da je skoraj popolnoma nedotaknjen.
Velik akvadukt v Nimesu, katerega številne ostanke je danes mogoče videti izven mesta, je bil zgrajen za prenos vode s hribov na sever. Kjer je prečkal reko Gard med Uzèsom in Remoulinsom, je bil zgrajen spektakularen Pont du Gard. To je 20 km severovzhodno od mesta.
Muzej vsebuje veliko lepih predmetov, vključno z mozaičnimi tlemi, freskami in skulpturami iz bogatih hiš in stavb, ki so jih našli med izkopavanji v mestu in blizu njega. Znano je, da je mesto imelo civilno baziliko, kurijo, gimnazijo in morda cirkus. Amfiteater je zelo dobro ohranjen, izvira iz konca 2. stoletja in je bil eden največjih amfiteatrov v cesarstvu. Tako imenovani Dianin tempelj, ki izhaja iz Avgustovega časa in je bil ponovno zgrajen v 2. stoletju, ni bil tempelj, ampak je bil osredotočen na nimfej, ki je bil znotraj svetišča Fontaine, posvečenega Avgustu, in je morda bil knjižnica.
Mesto je bilo rojstno mesto družine cesarja Antonina Pija (138-161).
Cesar Konstantin (306-337) je mesto obdaril s termami.
Postal je sedež škofijskega vikarja, glavnega upravnega uradnika južne Galije.
Mesto je cvetelo do konca 3. stoletja, ko so zaporedni barbarski vpadi upočasnili njegov razvoj. V 4. in 5. stoletju je bližnje mesto Arles uživalo večjo blaginjo. V zgodnjem 5. stoletju je bila pretorijanska prefektura premaknjena iz Trierja v severovzhodni Galiji v Arles.
Leta 472 so mesto zavzeli Vizigoti.
<gallery mode="packed" heights="105" caption="Najdbe iz rimskega Nimesa v Musée de la Romanité">
File:Mosaic Nimes 1.jpg|Mozaik Evrope in Zevsa
File:Mosaic Nimes 2.jpg|Mozaik tihožitja
File:Mosaic Pentheus Nimes.jpg|Pentheus mozaik
File:Fresco Nimes 2.jpg|Freska vojnih galej

### 4.–13. stoletje
Ko so bili Vizigoti sprejeti v Rimsko cesarstvo, je bil Nîmes leta 472 vključen v njihovo ozemlje, tudi po frankovski zmagi v bitki pri Vouilléju (507). Urbana krajina se je z Goti spremenila, vendar je velik del dediščine rimske dobe ostal večinoma nedotaknjen.
Do leta 725 so muslimanski Omajadi osvojili celotno vizigotsko ozemlje Septimanije, vključno z Nîmesom. Leta 736–737 sta Karel Martel in njegov brat vodila ekspedicijo v Septimanijo in Provanso ter v veliki meri uničila mesto (v rokah Omajadov, povezanih z lokalnim galsko-rimskim in gotskim plemstvom), vključno z amfiteatrom, nato pa se vrnila proti severu. Muslimanska vlada se je končala leta 752, ko je Pipin Mali zavzel mesto. Leta 754 je prišlo do vstaje proti karolinškemu kralju, ki pa je bila zadušena, za gospodarja mesta pa je bil imenovan frankovski grof Radulf. Po dogodkih, povezanih z vojno, je bil Nîmes le še senca razkošnega rimskega mesta, kot je nekoč bil. Lokalne oblasti so se vgradile v ostanke amfiteatra.
V Nîmesu so našli islamske pokope.
Karolinška oblast je prinesla relativni mir, fevdalni časi v 12. stoletju pa so prinesli lokalne težave, ki so trajale vse do dni sv. Ludvika. V tem obdobju sta Nîmes skupaj upravljala laična oblast, ki je prebivala v starem amfiteatru, kjer so živeli Viguier in vitezi Arene, ter verska oblast s sedežem v kompleksu škofovske palače, okoli stolnice, njenega kapitlja in škofove hiše; medtem so mesto zastopali štirje konzuli, ki so sedeli v Maison Carrée.
Kljub nenehnim fevdalnim prepirom je Nîmes nekoliko napredoval tako v trgovini in industriji kot tudi v živinoreji in povezanih dejavnostih.
Po zadnjih prizadevanjih Raymonda VII. Toulouški je Ludvik IX. uspel vzpostaviti kraljevo oblast v regiji, ki je postala Languedoc. Nîmes je tako končno prišel v roke francoskega kralja.

### Obdobje invazij
V 14. in 15. stoletju je bila dolina Rone podvržena neprekinjenemu nizu invazij, ki so uničile gospodarstvo in povzročile lakoto. Carine so bile pozabljene, razvile so se verske težave (glej Francoske verske vojne) in epidemije, kar je vse prizadelo mesto. Nîmes, ki je bil ena od protestantskih utrdb, je občutil vso silo zatiranja in bratomornih spopadov (vključno z pokolom v Michelade), ki so se nadaljevali do sredine 17. stoletja, kar je še povečalo bedo občasnih izbruhov kuge.

### 17. stoletje do francoske revolucije
Sredi 17. stoletja je Nîmes doživel obdobje razcveta. Rast prebivalstva je povzročila širitev mesta in zamenjavo barakarskih stanovanj. V to obdobje sodi tudi prenova Notre-Dame-Saint-Castor, škofovske palače in številnih dvorcev (hôtel). Ta preporod je okrepil proizvodni in industrijski potencial mesta, število prebivalcev se je povečalo z 21.000 na 50.000 prebivalcev.
V tem istem obdobju so bili postavljeni vrtovi Fontane, Quais de la Fontaine, območja okoli Maison Carrée in amfiteatra so bila očiščena posegov, medtem ko je celotno prebivalstvo imelo koristi od vzdušja blaginje.

### Od francoske revolucije do danes
Po evropski gospodarski krizi, ki je z vso močjo prizadela Nîmes, je revolucionarno obdobje prebudilo dremajoče demone političnega in verskega antagonizma. Beli teror je prispeval k naravnim nesrečam in gospodarski recesiji, povzročal umore, ropanje in požige do leta 1815. Toda red je bil tekom stoletja ponovno vzpostavljen in Nîmes je postal metropola Bas-Languedoca, ki je svojo industrijo razširil na nove vrste dejavnosti. Hkrati se je okoliško podeželje prilagajalo potrebam trga in je bilo deležno splošnega povečevanja bogastva.
Med drugo svetovno vojno sta bila 22. aprila 1943 v Nîmesu usmrčena makijska odporniška borca Jean Robert in Vinicio Faïta. Ameriški bombniki so leta 1944 bombardirali ranžirno postajo v Nîmesu.
2e Régiment Étranger d'Infanterie (2ºREI), glavni motorizirani pehotni polk tujske legije, je bil od novembra 1983 v garniziji v Nîmesu.

## Geografija
Mesto leži v pokrajini Languedoc, ki se razteza od Rone do Aude, na stičišču pomembnih prometnih poti, ki vodijo od Sredozemskega morja v notranjost Francije skozi dolino reke Rone oz. na pol poti med Pirenejskim in Apeninskim polotokom.
Zaradi ugodne lege na sredozemskem loku je blizu večjih mest. Nîmes je 579 kilometrov južno od Pariza. Na vzhodu ga 27 kilometrov loči od Arlesa, 79 kilometrov od Istresa, 84 kilometrov od Martiguesa, 95 kilometrov od Aix-en-Provence in na jugovzhodu je metropola Marseille le 110 kilometrov. Na severovzhodu je 40 kilometrov od Avignona, 55 kilometrov od Orangea in na severu je Lyon oddaljen 250 kilometrov po koridorju Rone. Na severozahodu je Alès oddaljen le 40 kilometrov. Na jugozahodu ga le 48 kilometrov loči od Montpelliera, 84 kilometrov od Sèta, 120 kilometrov od Béziersa in 144 kilometrov od Narbonna.
Nîmes je eno najtoplejših mest v Franciji. Mesto ima vlažno subtropsko podnebje (Köppen: Cfa), poletja pa so preveč vlažna, da bi ga lahko uvrstili med sredozemsko podnebje z vročim poletjem (Köppen: Csa). Njegova nekoliko notranja, južna lega povzroča vroč zrak nad mestom v poletnih mesecih: temperature nad 34 °C so običajne julija in avgusta, medtem ko so zime hladne, vendar ne mrzle. Nizke nočne temperature pod 0 °C so običajne od decembra do februarja, sneženje pa je vsako leto.

## Uprava
Okrožje Nîmes je okrožje Francije v departmaju Gard v regiji Oksitaniji. Ima 180 občin. Njegovo prebivalstvo šteje 554.624 (2016), njegova površina pa 3.158,1 km³.
Kantoni Nîmesa so upravne enote departmaja Gard v južni Franciji. Od reorganizacije francoskega kantona, ki je začela veljati marca 2015, je mesto Nîmes razdeljeno na 4 kantone. Njihov sedež je v Nîmesu. Majhen del Nîmesa je del kantona Saint-Gilles.
| Name              | Population (2019) | Cantonal Code |
| ----------------- | ----------------- | ------------- |
| Canton of Nîmes-1 | 36.585            | 3010          |
| Canton of Nîmes-2 | 37.262            | 3011          |
| Canton of Nîmes-3 | 36.788            | 3012          |
| Canton of Nîmes-4 | 37.419            | 3013          |

Communauté d'agglomération Nîmes Métropole je občina agglomération, medskupnostna struktura s središčem v mestu Nîmes. Ustvarjen je bila januarja 2002.[1] Njegova površina je 790,9 km². Njegovo prebivalstvo je bilo leta 2014 257.987, od tega 149.633 v ožjem Nîmesu.

## Zanimivosti
Mesto je na seznamu francoskih umetnostno-zgodovinskih mest.

### Rimski spomeniki
- Amfiteater v Nîmesu, zgrajen v poznem 1. stoletju, ena najbolje ohranjenih v Sredozemlju, dolg 133 metrov, širok 101 meter. V višino meri 21 metrov, sestavljen iz dveh nivojev, vsak sestavljen iz 60 lokov. Danes je amfiteater mesto prestiža, prizorišče številnih državnih in mednarodnih umetniških prireditev.
- Maison Carrée, rimsko svetišče, zgrajeno okoli 19 pr. n. št, posvečeno Agripovim sinovom, s svojo izredno ohranjenostjo prevladuje nad rimskim forumom antičnega mesta. Obdan je s stebriščem, zaznamovanim s klasično arhitekturo pod vplivom stare Grčije.
- Tour Magne, 32 metrov visoki osmerokotni stolp iz obdobja Avgusta je ostanek nekdanjega rimskega zidu.
- Dianin tempelj, zgrajen v 2. stoletju, stoji v spodnjem delu vrtov Jardins de la Fontaine, blizu izvira. Sredi 16. stoletja je bil preoblikovan v cerkev, med verskimi vojnami pa je služil skladiščenju hrane in sena. Ob sporu med lastniki je bil zažgan in pretežno porušen. Njegova prvotna funkcija je še vedno, tudi zaradi premajhne raziskanosti, delno neznana.
- Porte d'Auguste iz leta 16 in 15 pr. n. št., imenovana tudi  Porte d'Arles, so kot del Via Domitie ena pomembnejših rimskih mestnih vrat, prvotno obdana z dvema mogočnima stolpoma.
- Porte de France iz leta 16 in 15 pr. n. št., imenovana tudi Porte d'Espagne,
- Castellum divisorium iz 1. stoletja, del rimskega vodovoda.

### Verski spomeniki
- bazilika - stolnica Blažene Device Marije in sv. Kastorja (Notre-Dame-et-Saint-Castor de Nîmes) iz 17. do 19. stoletja, sedež škofije Nîmes, Uzès in Alès. Domneva se, da stoji na mestu Avgustovega templja in je delno romanskega in delno gotskega sloga.
- neoromanska cerkev sv. Pavla iz sredine 19. stoletja,
- eklektična cerkev sv. Perpetue in Felicite iz sredine 19. stoletja,
- cerkev sv. Baudilija iz druge polovice 19. stoletja,
- neoklasicistična cerkev sv. Karla iz 18. in 19. stoletja.

### Civilni objekti
- romanska stavba iz 12. stoletja,
- urni stolp iz sredine 18. stoletja,
- mestna hiša iz 17. in 18. stoletja,
- neoklklasicistična sodna palača, zgrajena v letih 1836-1846,
- renesančno gledališče,
- licej Alphonsa Daudeta,
- Univerza, nekdanja "Vaubanova" trdnjava.

### Muzeji
- Muzej naravne zgodovine,
- Arheološki muzej,
- Muzej starega Nîmesa,
- Musée des Beaux-Arts de Nîmes (Muzej lepih umetnosti),
- Carré d'Art,
- Muzej bikoborb,
- Železniški muzej.

### Ostali objekti in parki
- Jardins de la Fontaine, javni vrtovi iz sredine 18. stoletja,
- esplanada Charlesa de Gaulla, vodnjak Pradier,
- Antoninov trg s spomenikom iz druge polovice 19. stoletja,

## Osebnosti
- Jean Nicot (1530-1600), francoski diplomat in učenjak
- Charles-Joseph Natoire (1700–1777), slikar v rokokojski maniri
- Jean-François Séguier (1703–1784), astronom in botanik
- Louis-Joseph de Montcalm (1712-1759), general
- Jean-Paul Rabaut Saint-Étienne (1743-1793), pastor in politik
- Jean Elias Benjamin Valz (1787–1867), astronom
- Alphonse Daudet (1840–1897), dramatik, pesnik in romanopisec
- Jean Gaston Darboux (1842–1917), matematik
- Adrien Hardy (* 1978), veslač

## Šport
V mestu je v letih 1932 in 1933 potekala dirka za Veliko nagrado Provanse v letih 1932, 1933 in 1947 pa dirka za Veliko nagrado Nîmesa‎.
- nogometni klub Nîmes Olympique;
- Yannick Agnel (1992-), Olimpijski prvak v plavanju

## Pobratena mesta
Nîmes je pobraten z:
- Preston, Lancashire, Združeno kraljestvo, od 1955
- Verona, Italy, od 1960
- Braunschweig, Nemčija, od 1962
- Praga 1, Češka, od 1967
- Frankfurt (Odra), Nemčija, od 1976
- Córdoba, Španija
- Rishon LeZion, Izrael, od 1986
- Meknes, Maroko, od 2005
- Fort Worth, ZDA, od 2019